# Jardín Botánico de la Universidad del Sarre

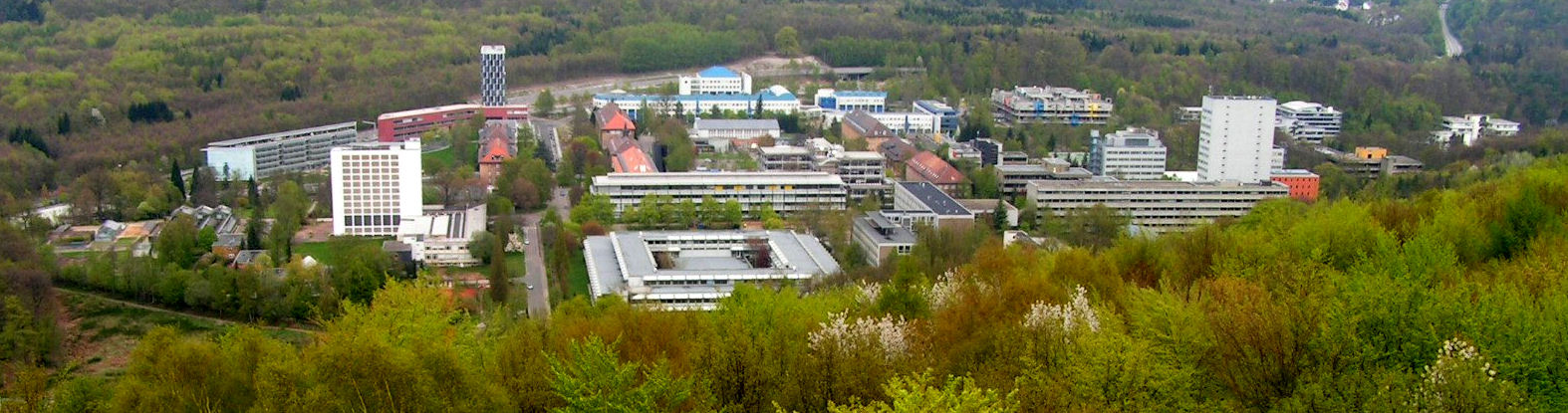
Campus de la universidad del Sarre, con el arboreto en primer plano.

El Jardín Botánico de la Universidad del Sarre en alemán: Botanischer Garten der Universität des Saarlandes es un jardín botánico de 2.5 hectáreas administrado por la  Universidad del Sarre. Su código de reconocimiento internacional como institución botánica así como de su herbario es SAARB.

## Localización
El jardín botánico se ubica en el campus de la universidad en Saarbrücken, Alemania. 
Botanischer Garten der Universität des Saarlandes, Saarbrücken, Saarlandes-Sarre, D-6600 Deutschland-Alemania.49°15′16.2″N 7°2′16.08″E / 49.254500, 7.0378000
- Promedio Anual de Lluvias: 863 mm
- Altitud: 252.00 m s. n. m.

Está abierto al público de lunes a viernes y los domingos de los meses cálidos sin tarifa de entrada. 

## Historia
El jardín botánico está ligado con la historia de la universidad del Sarre y tiene su fecha de fundación en el año 1952. 

## Colecciones
Actualmente alberga unas 2500 especies, variedades, e híbridos de plantas procedentes de todo el mundo.
Arboreto de árboles y arbustos del hemisferio norte.
Sus invernaderos cubren una extensión de 1200 m² siendo un museo vivo de plantas medicinales con 2500 accesiones representando aproximadamente 1000 taxones que ilustran los principios básicos de varios sistemas de salud a lo largo del mundo, incluyendo el sistema  tradicional de la India (Ayurveda), Medicina china,  africana, de los Amerindios y homeopatía.
Además hay colecciones de plantas de las islas Canarias, de Malasia, Orchidaceae, Fuchsia (27 spp., 64 taxones). .

## Actividades
En este centro se despliegan una serie de actividades a lo largo de todo el año:
- Programas de conservación
- Programa de mejora de plantas medicinales
- Programas de conservación « Ex Situ »
- Biotecnología
- Estudios de nutrientes de plantas
- Ecología
- Conservación de Ecosistemas
- Programas educativos
- Etnobotánica
- Exploración
- Horticultura
- Restauración Ecológica
- Sistemática y Taxonomía
- Sostenibilidad
- Farmacología
- Mejora en la agricultura
- Index Seminum
- Exhibiciones de plantas especiales
- Sociedad de amigos del botánico
- Cursos para el público en general